# Arrondissement de Sélestat-Erstein
L'arrondissement de Sélestat-Erstein est une division administrative française, située dans la circonscription administrative du Bas-Rhin sur le territoire de la collectivité européenne d'Alsace.

## Histoire
Le décret du 24 mai 1974 portant modification aux circonscriptions administratives territoriales supprime au 29 mai 1974 l'arrondissement d'Erstein, répartit ses cantons entre les arrondissements de Strasbourg-Campagne et de Sélestat, et dénomme ce dernier « arrondissement de Sélestat-Erstein ».
Par suite d'une volonté de l'État de réorganiser la carte des arrondissements en voulant prendre en compte les limites des EPCI au 1er janvier 2015, l'arrondissement n'a pas été concerné par ce redécoupage.

## Composition

### Découpage cantonal avant 2015
- canton de Barr
- canton de Benfeld
- canton d'Erstein
- canton de Marckolsheim
- canton d'Obernai
- canton de Sélestat
- canton de Villé

### Découpage communal depuis 2015
Depuis 2015, le nombre de communes des arrondissements varie chaque année soit du fait du redécoupage cantonal de 2014 qui a conduit à l'ajustement de périmètres de certains arrondissements, soit à la suite de la création de communes nouvelles. Le nombre de communes de l'arrondissement de Sélestat-Erstein reste quant à lui inchangé depuis 2015 et égal à 101.
Au 1er janvier 2024, l'arrondissement groupe les 101 communes suivantes :
1. Albé
2. Andlau
3. Artolsheim
4. Baldenheim
5. Barr
6. Bassemberg
7. Benfeld
8. Bernardswiller
9. Bernardvillé
10. Bindernheim
11. Blienschwiller
12. Bœsenbiesen
13. Bolsenheim
14. Boofzheim
15. Bootzheim
16. Bourgheim
17. Breitenau
18. Breitenbach
19. Châtenois
20. Dambach-la-Ville
21. Daubensand
22. Diebolsheim
23. Dieffenbach-au-Val
24. Dieffenthal
25. Ebersheim
26. Ebersmunster
27. Eichhoffen
28. Elsenheim
29. Epfig
30. Erstein
31. Fouchy
32. Friesenheim
33. Gerstheim
34. Gertwiller
35. Goxwiller
36. Heidolsheim
37. Heiligenstein
38. Herbsheim
39. Hessenheim
40. Hilsenheim
41. Hindisheim
42. Hipsheim
43. Le Hohwald
44. Huttenheim
45. Ichtratzheim
46. Innenheim
47. Itterswiller
48. Kertzfeld
49. Kintzheim
50. Kogenheim
51. Krautergersheim
52. Lalaye
53. Limersheim
54. Mackenheim
55. Maisonsgoutte
56. Marckolsheim
57. Matzenheim
58. Meistratzheim
59. Mittelbergheim
60. Mussig
61. Muttersholtz
62. Neubois
63. Neuve-Église
64. Niedernai
65. Nordhouse
66. Nothalten
67. Obenheim
68. Obernai
69. Ohnenheim
70. Orschwiller
71. Osthouse
72. Reichsfeld
73. Rhinau
74. Richtolsheim
75. Rossfeld
76. Saasenheim
77. Saint-Martin
78. Saint-Maurice
79. Saint-Pierre
80. Saint-Pierre-Bois
81. Sand
82. Schaeffersheim
83. Scherwiller
84. Schœnau
85. Schwobsheim
86. Sélestat
87. Sermersheim
88. Steige
89. Stotzheim
90. Sundhouse
91. Thanvillé
92. Triembach-au-Val
93. Urbeis
94. Uttenheim
95. Valff
96. La Vancelle
97. Villé
98. Westhouse
99. Witternheim
100. Wittisheim
101. Zellwiller

## Démographie
En 2022, l'arrondissement comptait 160 566 habitants.
| 1968    | 1975    | 1982    | 1990    | 1999    | 2006    | 2011    | 2016    | 2021    |
| ------- | ------- | ------- | ------- | ------- | ------- | ------- | ------- | ------- |
| 108 094 | 114 843 | 119 625 | 123 128 | 134 907 | 146 469 | 146 469 | 156 463 | 159 650 |

| 2022    | - | - | - | - | - | - | - | - |
| ------- | - | - | - | - | - | - | - | - |
| 160 566 | - | - | - | - | - | - | - | - |

## Administration

### Liste des sous-préfets

#### De l'arrondissement de Sélestat (1919-1974)
| Période         | Période | Identité      | Fonction précédente | Observation |
| --------------- | ------- | ------------- | ------------------- | ----------- |
|                 |         |               |                     |             |
| 5 juillet 1919  |         | Paul Bastier  |                     |             |
| 13 octobre 1936 |         | René Paira    |                     |             |
| 22 janvier 1940 |         | André Alphand |                     |             |
|                 |         |               |                     |             |

#### De l'arrondissement de Sélestat-Erstein (depuis 1974)
| Période          | Période        | Identité                         | Fonction précédente                                                            | Observation                                                                                            |
| ---------------- | -------------- | -------------------------------- | ------------------------------------------------------------------------------ | --- |
|                  |                |                                  |                                                                                | |
| 19 juillet 1993  |                | Philippe Sauzey                  |                                                                                | |
| 29 décembre 1994 |                | Georges Ambroise                 |                                                                                | |
| 2 décembre 1998  |                | Marie-France Combier             |                                                                                | Installée le 7 janvier 1999                                                                            |
| 22 mai 2001      |                | Patrick Pincet                   |                                                                                | Installé le 25 juin 2001                                                                               |
| 13 novembre 2003 |                | Jacques Witkowski                |                                                                                | Installé le 1er décembre 2003                                                                          |
| 8 juin 2006      |                | Christophe Marx                  |                                                                                | Installé le 10 juillet 2006                                                                            |
| 21 décembre 2009 |                | Marie-Gabrielle Philippe         |                                                                                | Installée le 15 janvier 2010                                                                           |
| 8 octobre 2012   |                | Marie-Christine Bernard-Gelabert |                                                                                | Décret du 8 octobre 2012                                                                               |
| 18 juin 2014     | 5 janvier 2017 | Stéphane Chipponi                | Directeur de cabinet du préfet de Maine-et-Loire                               | Nommé secrétaire général de la préfecture du Jura                                                      |
| 14 avril 2017    | 3 janvier 2020 | Alexandre Piton                  | Administrateur civil                                                           | À sa demande, il a mis fin à ses fonctions de sous-préfet et a été réintégré dans son corps d’origine. |
| 20 avril 2020    | 24 avril 2024  | Annick Pâquet                    | sous-préfète de Fontenay-le-Comte                                              | Nommée secrétaire générale de la préfecture de la Haute-Saône                                          |
| 24 avril 2024    | En cours       | Michel Robquin                   | Secrétaire général de la préfecture de la Haute-Saône et sous-préfet de Vesoul | |